# 広島県立広島南特別支援学校
広島県立広島南特別支援学校（ひろしまけんりつ ひろしまみなみとくべつしえんがっこう）は、広島県広島市中区吉島東にある県立特別支援学校。2007年（平成19年）4月1日に広島県立広島ろう学校から改称し、標記の校名となる。聴覚障害のある幼児・児童・生徒が学ぶ。

## 所在地
- 広島県広島市中区吉島東2丁目10-33
  - JR西日本広島駅（山陽本線ほか）から広島バス24号吉島線（八丁堀・紙屋町経由）で約30分、広島南特別支援学校前バス停（旧・ろう学校前バス停）にて下車徒歩1分。

## 設置学部
- 幼稚部
- 小学部
- 中学部
- 高等部本科
  - 普通科
  - 理容科
- 高等部専攻科
  - 理容科
- その他
  - 教育相談
  - 乳幼児教室